# O’Fallon (Missouri)
O’Fallon ist eine Stadt (mit dem Status „City“) im St. Charles County im Osten des US-amerikanischen Bundesstaates Missouri. Bei der Volkszählung im Jahr 2020 hatte die Stadt 91.316 Einwohner.
Die Stadt O’Fallon ist Bestandteil der Metropolregion Greater St. Louis.

## Geografie
Die Stadt O’Fallon liegt im Osten des Bundesstaates Missouri zwischen dem Missouri (rund 16 km südlich) und dem Mississippi (rund 17 km nördlich) rund 60 km westlich des Zusammenflusses beider Ströme.
O’Fallon erstreckt sich über eine Fläche von 11,31 km².
Benachbarte Orte sind Lake St. Louis (6,3 km westlich), Saint Peters (13,9 km östlich), Cottleville (8,6 km ostnordöstlich) und New Melle (19,1 km südwestlich).
Die nächstgelegenen größeren Städte sind St. Louis (58,6 km östlich) und Missouris Hauptstadt Jefferson City (163 km westlich).

## Geschichte
In O’Fallon wurde im Jahre 1870 von deutschen und Schweizer Ordensschwestern, die aufgrund des sich abzeichnenden Kulturkampfes nicht damit rechnen konnten, auf absehbare Zeit in die Heimat zurückkehren zu können, die Kongregation der Sisters of the Most Precious Blood of O'Fallon gegründet (Ordenskürzel: CPPS, nach dem Ursprungsort auch Sisters of the Most Precious Blood of O'Fallon genannt).

## Verkehr
Durch den Ort führen mehrerer Fernstraßen, so die Interstates 64 und 70 sowie eine Reihe untergeordneter Straßen.

## Demografische Daten
Nach der Volkszählung im Jahr 2010 lebten in O’Fallon 79.329 Menschen in 26.359 Haushalten. Die Bevölkerungsdichte betrug 1363 Einwohner pro Quadratkilometer.
Ethnisch betrachtet setzte sich die Bevölkerung zusammen aus 89,9 Prozent Weißen, 4,0 Prozent Afroamerikanern, 0,2 Prozent amerikanischen Ureinwohnern, 3,2 Prozent Asiaten sowie aus anderen ethnischen Gruppen; 1,8 Prozent stammten von zwei oder mehr Ethnien ab. Unabhängig von der ethnischen Zugehörigkeit waren 2,7 Prozent der Bevölkerung spanischer oder lateinamerikanischer Abstammung.
In den 26.359 Haushalten lebten statistisch je 2,82 Personen.
30,0 Prozent der Bevölkerung waren unter 18 Jahre alt, 61,1 Prozent waren zwischen 18 und 64 und 8,9 Prozent waren 65 Jahre oder älter. 51,2 Prozent der Bevölkerung war weiblich.
Das jährliche Durchschnittseinkommen eines Haushalts lag bei 76.839 USD. Das Pro-Kopf-Einkommen betrug 29.778 USD. 3,5 Prozent der Einwohner lebten unterhalb der Armutsgrenze.

## Persönlichkeiten

### Söhne und Töchter der Stadt
- Napheesa Collier (* 1996), Basketballspielerin
- Josh Sargent (* 2000), Fußballspieler